# Sierpc
Sierpc [ɕerpt͡s] es una ciudad en el centro de Polonia con 20.791 habitantes, situada en el Voivodato de Mazovia, a 125 kilómetros al norte de Varsovia. Es un importante nudo de comunicación entre la capital del país y Toruń, en el voivodato de Cuyavia y Pomerania. 

## Historia
Se tiene constancia de la ciudad a partir del siglo X por varios escritos antiguos. Sierpc obtuvo los derechos de ciudad en 1322; por aquel entonces la ciudad era propiedad de los obispos de Płock. En 1509 el rey Segismundo I Jagellón el Viejo estableció en Sierpc una fábrica textil, concediendo un sello de plomo que hacía de la fábrica una de las más importantes del Reino de Polonia. A partir de 1793, la ciudad comenzó a caer en declive, puesto que Sierpc estaba bajo la ocupación prusiana tras las particiones de Polonia. Durante el Levantamiento de Noviembre de 1831, Sierpc quedó destruida a causa de los combates que tuvieron lugar alrededor de la localidad, comenzando a recuperarse a partir de 1860. Debido a la ocupación por parte de Alemania a Polonia en el marco de la Segunda Guerra Mundial, los judíos fueron llevados al campo de exterminio de Treblinka y la ciudad pasó a formar parte bajo la ocupación del III Reich Alemán. Finalmente, tras la derrota alemana y el trazado de la nueva frontera entre Alemania y la República Popular de Polonia, Sierpc pasó a formar parte del voivodato de Płock, antes de que el sistema de organización territorial de Polonia cambiara. Finalmente fue anexionado al voivodato de Mazovia, próximo a la frontera con Cuyavia y Pomerania.